# Triquetrella tristicha
Triquetrella tristicha är en bladmossart som beskrevs av C. Müller 1897. Triquetrella tristicha ingår i släktet Triquetrella och familjen Pottiaceae. Inga underarter finns listade i Catalogue of Life.